# Осетинська легенда
Осетинська легенда (рос. «Осетинская легенда») — радянський художній фільм історична мелодрама 1965 року, знятий режисером Азанбеком Джанаєвим на Свердловській та Північно-Осетинській кіностудіях.

## Сюжет
Початок XIX століття. Осетинський юнак Урусхан, заступившись за бідного пастуха, вбив осавула, через що мусить ховатися. Герой потрапляє до аулу, де зустрічає красуню Заліхан. Вони покохали один одного з першого погляду. Дізнавшись, що його кохана вже належить іншому, хлопець наважується на викрадення.

## У ролях
- Ахсар Каліцев — Урусхан, абрек
- Клара Джимієва — Заліхан
- Борис Калоєв — Дзаур, батько Заліхан
- Василиса Комаєва — мати Заліхан
- Федір Суанов — Гургок, брат Заліхан
- Ш. Козонов — Дзураб, названий брат Крима
- Г. Бохов — Крим Тотараєв, наречений Заліхан
- С. Мамсуров — епізод
- Ірбек Кантеміров — епізод
- А. Плієва — епізод
- Е. Калоєв — епізод
- І. Єнальдієв — епізод
- Бексолтан Торчинов — епізод
- Б. Салбієв — епізод
- К. Караєв — епізод
- Г. Томаєв — епізод

## Знімальна група
- Режисер — Азанбек Джанаєв
- Сценарист — Азанбек Джанаєв
- Оператори — Азанбек Джанаєв, Музакір Шуруков, Мирон Теміряєв
- Художник — Азанбек Джанаєв